# アジアシリーズ
アジアシリーズ（英語：Asia Series）は、2005年に創設された、日本・韓国・台湾・中国・オーストラリアのプロ野球クラブを中心に競われる、世界野球ソフトボール連盟（WBSC）公認国際大会である。

## 概要

### 日時
大会には、日本（日本野球機構/日本シリーズ優勝チーム）・韓国（韓国野球委員会/韓国シリーズ王者）・チャイニーズタイペイ（中華職業棒球大聯盟/台湾シリーズ王者=総冠軍）・中国（中国野球リーグ/国内王者）が参加。
2008年までは毎年11月、日本シリーズ終了後の木曜日から日曜日にかけて東京ドームで開催されていた。2011年と2013年は台湾で、2012年は韓国で開催。2014年からは世界野球ソフトボール連盟（WBSC）公認国際大会に認定されるとともに、日本野球機構（NPB）と中華職業棒球大聯盟（CPBL）の共同運営により台湾で開催される予定であったが、CPBLの方針転換により開催が見送られることになった。2015年以降も開催されていない。

### アジアシリーズ開催
大会には日本（日本野球機構/日本シリーズ優勝チーム）、韓国（韓国野球委員会/韓国シリーズ王者）、チャイニーズタイペイ（中華職業棒球大聯盟/台湾シリーズ王者=総冠軍）、中国（中国野球リーグ/国内王者、2007年までは発展途上であることを理由に中国リーグ選抜「チャイナスターズ」が参加）の各国優勝チームが1回戦総当りのリーグ戦を行い、その後上位2チームが決勝を行う（3位決定戦は行わず、予選リーグの成績により3位以下の順位を決定）というもので、「この大会を以ってその年のアジア地域のプロ野球チームのナンバーワンを決する」という位置づけである。
第1回から第3回まではコナミが特別協賛しており、大会名は「KONAMI CUP アジアシリーズ○○（西暦）」であった。しかし、第4回大会は、コナミが特別協賛から降りた為、大会名が「アジアシリーズ2008」となった。なお、第1回から後援していた読売新聞社も、第4回大会では後援を降りた。
この大会の優勝チームには5000万円、準優勝チームには3000万円、3位・4位にもそれぞれ1000万円の賞金が贈られる。
開催地は第4回までは日本の東京ドームで行われ、将来的には参加国持ち回りに移行し、参加国も拡大していく予定であったが、2009年度並びに2010年度は開催が中止された。2011年度は台湾で開催され、中国に代わってオーストラリアが参加した（台湾での開催問題については後述）。

### 日本での開催中止とその後の動向
日本で4年間にわたって開催されたアジアシリーズだったが、2008年度（第4回）にそれまでの冠スポンサー撤退などが響き、約2億円の赤字を計上したことを受け、また大会そのものの注目度も低下したことにより、抜本的な見直しが進められた結果、2009年度に開催が中止となった。
それに代わり、2009年度からは新たに、日本シリーズと韓国シリーズの勝者同士が対戦する「日韓クラブチャンピオンシップ」を新設。11月14日に長崎ビッグNスタジアムで開催され、日本の読売ジャイアンツと韓国の起亜タイガースが対戦した。
2010年度には、台湾で開催されることが内定していたが、開催時期として候補に挙がっていた11月10-13日が広州アジア大会と重なり、プロ選手が出場する日本、韓国、チャイニーズタイペイ、開催国・中国との意見の調整が必要としていた。2010年1月27日、2010年度の開催は上述の理由で難しいと結論を出した。2011年度もチャイニーズタイペイが開催を希望し、開催された。
その後、2010年2月22日に台湾・台北で開かれたアジアシリーズ運営委員会において、CPBLのウェイン・リー秘書長が、アジアシリーズの代替試合の新たな開催案として、前年開催された日韓クラブチャンピオンシップと同様に、チャイニーズタイペイ・韓国の優勝チーム同士が対戦する試合を開催しようと提案していた。日本シリーズの開催日程の関係上NPB優勝チームの出場が難しいための措置だった。韓国側も協議をしたものの、結局は同案も白紙となった。
その後、日本と韓国の間において最終的な調整を進めた結果、NPBは2010年8月23日、前年に引き続き日韓クラブチャンピオンシップが11月13日に東京ドームで開催されることが決まり、また、同年11月4・5日、韓国シリーズ優勝チームと台湾シリーズ優勝チームが2試合対戦する韓国・台湾クラブチャンピオンシップが、台湾・台中インターコンチネンタルスタジアムで開催された。
なお、アジアシリーズの優勝トロフィーには創設された2005年からの優勝チームの名前と優勝した年がローマ字で刻印されているが、その中には日韓クラブチャンピオンシップの優勝チームである読売ジャイアンツ（2009年）と千葉ロッテマリーンズ（2010年）の名前も刻まれている（一行下に「NPB-KBO Club Championship」と書かれている。韓国・台湾クラブチャンピオンシップの優勝チーム名の刻印はなし）。

### 台湾にて復活開催
アジアシリーズの台湾での復活開催への動きは、2010年11月5日付の中央日報が、2011年にアジアシリーズが台湾で復活する旨を報道したことから始まった。また同日、NPBの下田邦夫事務局長は「チャイニーズタイペイが現地で開催したいという希望があり、できるなら協力する」と、台湾での開催に前向きな姿勢を示すなど、台湾開催への動きが進み協議が進められた。そして、2011年3月1日に開かれたNPBの実行委員会において、チャイニーズタイペイ側が18日に11月の開催を発表することが明らかになり、18日に台湾で開かれたアジアシリーズ運営委員会において開催概要が発表され、11月11日より5日間にわたり開催されることが正式に決定、3年ぶりの復活開催が事実上決まった。
しかし、東日本大震災の影響によりNPBの日程がずれ込み、日本シリーズの開催が当初から2週間遅れの11月12日からとなったことから、CPBL側が当初の日程を11月25日 - 29日に変更し、NPB側に改めて出場を打診。5月16日のNPB実行委員会にて、日本シリーズ優勝チームの出場を正式に決定した。さらに5月18日のアジアシリーズ運営委員会において、オーストラリア（オーストラリア野球リーグ）が初めて参加することが発表された同国からは2010 - 2011年の同リーグ覇者、パース・ヒートが出場。また、これまで参加していた中国は国内リーグの事情で参加を見合わせることになった。

### 韓国で初の開催
2012年のアジアシリーズは、2011年秋から韓国での開催が検討され、2012年3月、韓国野球委員会理事会で開催が確定した。2012年11月8-11日、釜山広域市・社稷野球場で開催された。日本、チャイニーズタイペイ、オーストラリア、中国の年間総合優勝チームと、韓国シリーズ優勝チームである三星ライオンズの他に、地元枠として釜山を本拠地とするロッテジャイアンツの6チームが出場した。この大会より予選リーグが3チームずつに分かれての2グループ制に変更され、それぞれの総当たりで予選1位同士が決勝戦を行った。また、5年ぶりとなる冠スポンサーとして現地でソーシャルネットワーキングサービスの事業を行う「マグ・マネージャー」が付き、「マグ・マネージャー アジアシリーズ2012」として開催され、日本シリーズ優勝チーム・読売ジャイアンツが初優勝した。

### 再び台湾での開催
2013年のアジアシリーズは、11月15日から20日まで台湾・台中/台北で開催されることが決まった。参加チームはチャイニーズタイペイ、日本、韓国、中国、オーストラリア（2012-13年シーズン優勝はキャンベラ・キャルバリー）各国リーグの優勝チーム、そして他に台湾から1チームの合計6チームとなっている。チーム数と予選リーグ（6チームを3チームずつ2グループに分けての総当たり）は2012年と同じだが、決勝トーナメントの方式が変更され、予選上位2チームが準決勝に進出し、11月20日の決勝戦で優勝を決定することになった。9月下旬、中国が全国運動会の終了後に選手たちが引退し、時間的に代表チームの編成が難しいとして出場を辞退することになり、代わりに2013年ヨーロピアン・カップ・チャンピオンとなったイタリアのフォルティチュード・ボローニャが出場した。

### 日台共同運営化とWBSC公認国際大会認定
2014年のアジアシリーズは、日本（NPB）とチャイニーズタイペイ（CPBL）が共同で運営することになり、また、世界野球ソフトボール連盟（WBSC）の公認国際大会に認定されることになった。WBSCのフラッカリ会長がアジアシリーズの更なる国際的発展を望んでいることや、国際オリンピック委員会（IOC）が実施競技策定等の改革案を審議する臨時総会を2014年12月に開催することから、2020年東京五輪での「野球・ソフトボール」競技復帰へのアピールを狙う意味もある。なおWBSC公認国際大会に認定されたことで、本大会の対戦成績が各代表チームとしてIBAFランキングに反映されることになった。
しかし、CPBLは前会長の退任や、それに伴う方針転換があり、9月になって台北開催が難しくなったことをNPB側に通知。NPBも代替地を探すのが困難であることから、2014年のアジアシリーズ開催が見送られることになった。10月7日、上記の理由に加え、2014スズキ日米野球大会（日本）、21U野球ワールドカップ（台湾）といった他の国際大会開催日程の絡みと、2014年アジア競技大会への選手派遣によりKBOの日程が伸びたことにより正式に中止すると発表された。
また、2015年は日本とチャイニーズタイペイ共催によるナショナルチームによる世界選手権大会「WBSCプレミア12」が、本来のアジアシリーズ開催時期に新設され、開催されなかった。それ以後も開催休止状態が続いているため、事実上WBSC公認トーナメントとしては形骸化（有名無実化）の状態になっている。

## 参加団体
- 日本野球機構（NPB）（2005年 - 2008年、2011年 - ）
- 韓国野球委員会（KBO）（2005年 - 2008年、2011年 - ）
- 中華職業棒球大聯盟（CPBL）（2005年 - 2008年、2011年 - ）
- オーストラリアン・ベースボールリーグ（ABL）（2011年 - ）
- 中国棒球協会（CBL）（2005年 - 2008年、2012年）
- 欧州野球連盟（CEB）（2013年 - ）

## 試合方式
（以下は2013年大会時のもの。今後変更されることがある。）
ベンチ入り登録選手
- 大会に参加できる選手は原則として開催年度の8月31日時点において支配下登録されている選手とし、そのうえで出場できる選手は1次登録をした40名から監督会議にて登録された28名とする。
- ベンチ入りできるのは監督・選手のほか、コーチ、トレーナーなどのスタッフ最大11名の合計40人とする。
- 外国人選手枠はそれぞれの所属リーグのルールに基づく。

試合形式
- 6チームを3チームずつ×2組に分けての総当たりの予選リーグを行い、その上位2チームが決勝トーナメントを行う。3位決定戦は行わない。
- 予選リーグの順位は勝率を最優先し、同じ成績である場合は次の順で上位順位を決める

1. 当該チームの直接対決の勝利チーム
2. 総失点率が低いチーム
3. 総得点率が高いチーム
4. チーム打率が高いチーム
5. 抽選（コイントス）

- 予選リーグは基本9回終了を優先するが、同点により延長戦が必要となる場合は、予選リーグでは4時間を超えて次のイニングスに入らない。この場合で同点である場合は引き分けとみなし、勝率計算は0.5勝扱いで計算する。また7回・8回で10点差以上がついた場合はコールドゲームを適用する。
- 決勝戦は延長無制限とする。コールドは適用しない。
- サスペンデッドゲームは全試合適用しない。
- 指名打者を使用可能。
- 決勝戦は原則として予選1位チームを1塁側・後攻とする。
  - 但し、日本で開催された第1〜4回の大会は日本代表チームが決勝に駒を進めた場合は2位（通常は3塁側・先攻）であった場合でも1塁側としていた（但し攻撃は先攻、ユニフォームもビジター用）。
- 審判は各国から派遣され、不公平の無いよう第三国の審判員がジャッジする。

## 大会の目的
公式サイトによると、この大会は「アジアNO.1決定戦」「野球の国際化の第一歩」と言う位置づけである。将来的にはワールドシリーズ覇者との真のワールドシリーズとも呼ぶべき試合を開催するための大会ともされている。

## アジアシリーズに出場可能な球団
2013年当時のものである。
 日本プロフェッショナル野球組織（日本代表）/12球団
- セントラル・リーグ
  - 読売ジャイアンツ（東京都文京区）
  - 阪神タイガース（兵庫県西宮市）
  - 中日ドラゴンズ（愛知県名古屋市）
  - 東京ヤクルトスワローズ（東京都新宿区）
  - 横浜DeNAベイスターズ（神奈川県横浜市）
  - 広島東洋カープ（広島県広島市）

- パシフィック・リーグ
  - オリックス・バファローズ（大阪府大阪市）
  - 福岡ソフトバンクホークス（福岡県福岡市）
  - 埼玉西武ライオンズ（埼玉県所沢市）
  - 北海道日本ハムファイターズ（北海道北広島市）
  - 千葉ロッテマリーンズ（千葉県千葉市）
  - 東北楽天ゴールデンイーグルス（宮城県仙台市）

 韓国野球委員会（韓国代表）/10球団
- 斗山ベアーズ（ソウル特別市）
- LGツインズ（ソウル特別市）
- キウム・ヒーローズ（ソウル特別市）
- SSGランダース（仁川広域市）
- ハンファ・イーグルス（大田広域市）
- サムスン・ライオンズ（大邱広域市）
- 起亜タイガース（光州広域市）
- NCダイノス（慶尚南道昌原市）
- ロッテ・ジャイアンツ（釜山広域市）
- KTウィズ（京畿道水原市）

 中華職業棒球大聯盟（台湾代表）/4球団
- 中信兄弟（台北市／新北市）
- 楽天モンキーズ（桃園県）
- 富邦ガーディアンズ（台中市／高雄市）
- 統一ライオンズ（台南市）

 オーストラリア野球リーグ（オーストラリア代表）/6球団
- アデレード・ジャイアンツ（南オーストラリア州アデレード）
- ブリスベン・バンディッツ（クイーンズランド州ブリスベン）
- キャンベラ・キャバルリー（オーストラリア首都特別地域キャンベラ）
- メルボルン・エイシズ（ビクトリア州メルボルン）
- パース・ヒート（西オーストラリア州パース）
- シドニー・ブルーソックス（ニューサウスウェールズ州シドニー）

 中国棒球協会（中国代表）/7球団
- 北京タイガース（北京市）
- 江蘇ヒュージホース（江蘇省無錫市）
- 天津ライオンズ（天津市）
- 上海レッドイーグルス（上海市）
- 広東レパーズ（広東省広州市）
- 四川ドラゴンズ（四川省成都市）
- 河南エレファンツ（河南省鄭州市）

## アジアシリーズに招待参加した球団
欧州野球連盟（欧州代表）
イタリアン・ベースボールリーグ（イタリア代表）
- フォルティチュード・ボローニャ（エミリア＝ロマーニャ州ボローニャ）

## 歴代大会結果
| 回 | 開催年      | 開催国     | 決勝戦                     | 決勝戦 | 決勝戦                         | ベスト4 | ベスト4 | ベスト4 |
| 回 | 開催年      | 開催国     | 優勝                       | スコア | 準優勝                         | 3位 | スコア | 4位 |
| --- | ----------- | ---------- | -------------------------- | ------ | ------------------------------ | --- | --- | --- |
| 1 | 2005年 詳細 | 東京       | 千葉ロッテマリーンズ       | 5 - 3  | サムスン・ライオンズ           | 3位決定戦はなし。 ただし総合成績で興農ブルズが1勝2敗で事実上3位となる。                                       | 3位決定戦はなし。 ただし総合成績で興農ブルズが1勝2敗で事実上3位となる。                                       | 3位決定戦はなし。 ただし総合成績で興農ブルズが1勝2敗で事実上3位となる。                                       |
| 2 | 2006年 詳細 | 東京       | 北海道日本ハムファイターズ | 1 - 0  | La Newベアーズ                 | 3位決定戦はなし。 ただし総合成績で三星ライオンズが1勝2敗で事実上3位となる。                                   | 3位決定戦はなし。 ただし総合成績で三星ライオンズが1勝2敗で事実上3位となる。                                   | 3位決定戦はなし。 ただし総合成績で三星ライオンズが1勝2敗で事実上3位となる。                                   |
| 3 | 2007年 詳細 | 東京       | 中日ドラゴンズ             | 6 - 5  | SKワイバーンズ                 | 3位決定戦はなし。 ただし総合成績で統一ライオンズが1勝2敗で事実上3位となる。                                   | 3位決定戦はなし。 ただし総合成績で統一ライオンズが1勝2敗で事実上3位となる。                                   | 3位決定戦はなし。 ただし総合成績で統一ライオンズが1勝2敗で事実上3位となる。                                   |
| 4 | 2008年 詳細 | 東京       | 埼玉西武ライオンズ         | 1 - 0  | 統一セブンイレブン・ライオンズ | 3位決定戦はなし。ただし総合成績でSKワイバーンズが 2勝1敗（失点率で西武と統一が決勝に進出）で事実上3位となる。 | 3位決定戦はなし。ただし総合成績でSKワイバーンズが 2勝1敗（失点率で西武と統一が決勝に進出）で事実上3位となる。 | 3位決定戦はなし。ただし総合成績でSKワイバーンズが 2勝1敗（失点率で西武と統一が決勝に進出）で事実上3位となる。 |
| 2009年は日韓クラブチャンピオンシップが代替（読売ジャイアンツが優勝）、2010年も日韓クラブチャンピオンシップが代替（千葉ロッテマリーンズが優勝） |             |            |                            |        |                                | | | |
| 5 | 2011年 詳細 | 台中・桃園 | サムスン・ライオンズ       | 5 - 3  | 福岡ソフトバンクホークス       | 3位決定戦はなし。 ただし総合成績で統一ライオンズが1勝2敗で事実上3位となる。                                   | 3位決定戦はなし。 ただし総合成績で統一ライオンズが1勝2敗で事実上3位となる。                                   | 3位決定戦はなし。 ただし総合成績で統一ライオンズが1勝2敗で事実上3位となる。                                   |
| 6 | 2012年 詳細 | 釜山       | 読売ジャイアンツ           | 6 - 3  | Lamigoモンキーズ               | 3位決定戦はなし。                                                                                             | 3位決定戦はなし。                                                                                             | 3位決定戦はなし。                                                                                             |
| 7 | 2013年 詳細 | 台中・桃園 | キャンベラ・キャバルリー   | 14 - 4 | 統一セブンイレブン・ライオンズ | 3位決定戦はなし。                                                                                             | 3位決定戦はなし。                                                                                             | 3位決定戦はなし。                                                                                             |
| 2014年以降は開催見送り |             |            |                            |        |                                | | | |

## 統計

### 国別成績
| 国                   | 優勝 | 準優勝 | 出場 | 優勝年度                     | 準優勝年度             | 出場年度                               |
| -------------------- | ---- | ------ | ---- | ---------------------------- | ---------------------- | -------------------------------------- |
| 日本 (NPB)           | 5    | 1      | 7    | 2005, 2006, 2007, 2008, 2012 | 2011                   | 2005, 2006, 2007, 2008,2011, 2012,2013 |
| 韓国 (KBO)           | 1    | 2      | 7    | 2011                         | 2005, 2007             | 2005, 2006, 2007, 2008,2011, 2012,2013 |
| オーストラリア (ABL) | 1    | 0      | 3    | 2013                         |                        | 2011, 2012,2013                        |
| 台湾 (CPBL)          | 0    | 4      | 7    |                              | 2006, 2008, 2012, 2013 | 2005, 2006, 2007, 2008,2011, 2012,2013 |
| 中国 (CBL)           | 0    | 0      | 5    |                              |                        | 2005, 2006, 2007, 2008, 2012           |
| イタリア (IBL・CEB)  | 0    | 0      | 1    |                              |                        | 2013                                   |

### チーム別成績
| チーム名                         | 優勝 | 準優勝 | 出場 | 優勝年度 | 準優勝年度 | 出場年度                 | 勝 | 負 | 勝率  |
| -------------------------------- | ---- | ------ | ---- | -------- | ---------- | ------------------------ | -- | -- | ----- |
| 千葉ロッテマリーンズ             | 1    | 0      | 1    | 2005     |            | 2005                     | 4  | 0  | 1.000 |
| 北海道日本ハムファイターズ       | 1    | 0      | 1    | 2006     |            | 2006                     | 4  | 0  | 1.000 |
| 読売ジャイアンツ                 | 1    | 0      | 1    | 2012     |            | 2012                     | 3  | 0  | 1.000 |
| 中日ドラゴンズ                   | 1    | 0      | 1    | 2007     |            | 2007                     | 3  | 1  | .750  |
| 埼玉西武ライオンズ               | 1    | 0      | 1    | 2008     |            | 2008                     | 3  | 1  | .750  |
| キャンベラ・キャバルリー         | 1    | 0      | 1    | 2013     |            | 2013                     | 3  | 1  | .750  |
| サムスン・ライオンズ             | 1    | 1      | 5    | 2011     | 2005       | 2005,2006,2011,2012,2013 | 9  | 7  | .563  |
| 楽天モンキーズ†                  | 0    | 2      | 2    |          | 2006, 2012 | 2006,2012                | 4  | 3  | .571  |
| 統一セブンイレブン・ライオンズ†† | 0    | 2      | 4    |          | 2008, 2013 | 2007,2008,2011,2013      | 6  | 8  | .429  |
| 福岡ソフトバンクホークス         | 0    | 1      | 1    |          | 2011       | 2011                     | 3  | 1  | .750  |
| SKワイバーンズ                   | 0    | 1      | 2    |          | 2007       | 2007,2008                | 5  | 2  | .714  |
| 東北楽天ゴールデンイーグルス     | 0    | 0      | 1    |          |            | 2013                     | 2  | 1  | .666  |
| ロッテ・ジャイアンツ             | 0    | 0      | 1    |          |            | 2012                     | 1  | 1  | .500  |
| 興農ブルズ†††                    | 0    | 0      | 1    |          |            | 2013                     | 1  | 2  | .333  |
| チャイナスターズ                 | 0    | 0      | 4    |          |            | 2005,2006,2007,2012      | 0  | 11 | .000  |
| 天津ライオンズ                   | 0    | 0      | 1    |          |            | 2008                     | 0  | 3  | .000  |
| パース・ヒート                   | 0    | 0      | 2    |          |            | 2011,2012                | 0  | 5  | .000  |
| フォルティチュード・ボローニャ   | 0    | 0      | 1    |          |            | 2012                     | 0  | 2  | .000  |
| 義大ライノズ                     | 0    | 0      | 1    |          |            | 2013                     | 0  | 2  | .000  |

- †: 前身のLa Newベアーズ時代も含む
- ††:前身の統一ライオンズ時代も含む
- †††: 現・富邦ガーディアンズ

## 試合中継

### 日本
テレビ
地上波に関しては日本代表球団の試合のみを、後援者である読売新聞系列の日本テレビ（NNN/NNS系列）のほか、TBS（JNN系列）・テレビ朝日（ANN系列）が放送を担当。ただし延長は日本代表球団が決勝に進んだ場合のみ行われるが、それ以外の試合展開は行われない。2008年は地上波での放送が行われなかった。
スカパー!などのBS放送に関しては、J SPORTSがJ SPORTS STADIUM名義で放送。使用されるテロップは普段J SPORTS制作時に使用されることが多いタイプにアレンジを加えて使用。
ラジオ
決勝戦は2007年まで、ニッポン放送やTBSラジオ制作で放送されていた。韓国チームが決勝戦出場の場合、TBSラジオの中継には韓国プロ野球ジャーナリストの室井昌也がゲスト解説として出演していた。

### 韓国
2012年大会はスポーツ専門チャンネルのSPO TVで放送された。

## 1995年のアジア・パシフィックスーパーベースボール
第1回アジアシリーズから遡る事10年前の1995年に、アジアプロ野球のトーナメントが開催された実績がある。大会名は「アジア・パシフィックスーパーベースボール」。これは当時、福岡ダイエーホークスの親会社ダイエーの会長だった中内㓛がアジア進出を狙い創設。11月23・24日に福岡ドームで開催された。ただし、この大会はいわゆるダイエーによる招待制の大会で今日のアジアシリーズとは異質の大会であった。また、当時国内リーグがなかった中国の代わりにオーストラリアの選抜チームを招待していた。
参加4チームがノックアウトトーナメントで争った。参加チームは以下の通り。
- 福岡ダイエーホークス（最終結果:3位）
- 統一ライオンズ（最終結果:1位）
- ハンファ・イーグルス（最終結果:2位）
- オーストラリア選抜チーム（最終結果:4位）

試合は1回戦で台湾王者の統一が開催国のダイエーを1-0で退けて決勝戦へ進み、決勝戦でも韓国のハンファを3-1で下して王座を手にした。一方、ダイエーはオーストラリア選抜に辛勝で3位となった。この大会を継続して将来のアジアシリーズへ発展させる話もあったが、1回限りで終わった。

## 2015年の日韓親善試合
2015年2月27日に福岡ヤフオク!ドームで行われたソフトバンクとサムスンの親善試合は両チームが2014年の日韓それぞれの優勝チームであったことから非公式試合ながら一部で「実質的に2014年のアジアシリーズ」として注目された。この試合は同球場に新設されたラッキーゾーン「ホームランテラス」お披露目の試合としても注目された。初めて「ホームランテラス」にホームランを打ち込んだ選手はこの試合の崔炯宇だった。試合は3-0でサムスンが勝利を収めた。